# Noyelles-sous-Lens
Noyelles-sous-Lens là một xã trong tỉnh Pas-de-Calais ở miền bắc Pháp.